# Kolmogoroff-Raum
In der Topologie und verwandten Gebieten der Mathematik ist ein Kolmogoroff-Raum (benannt nach dem Mathematiker Andrei Nikolajewitsch Kolmogorow), auch T0-Raum genannt, ein topologischer Raum, in dem es keine zwei verschiedenen Punkte gibt, die topologisch ununterscheidbar sind. Anschaulich gesprochen enthalten Kolmogoroff-Räume niemals mehrere Punkte am gleichen Ort, während die allgemeine Definition eines topologischen Raums dies erlaubt. Die Eigenschaft, ein Kolmogoroff-Raum zu sein, wird auch {\displaystyle T_{0}}-Axiom genannt und ist eines der üblichen Trennungsaxiome.

## Topologische Unterscheidbarkeit
Um {\displaystyle T_{0}} zu definieren, führen wir zuerst das Konzept der topologischen Unterscheidbarkeit ein. In einem topologischen Raum {\displaystyle X} heißen zwei Punkte {\displaystyle x} und {\displaystyle y} topologisch nicht unterscheidbar, falls eine der folgenden äquivalenten Bedingungen erfüllt ist:
- {\displaystyle x} und {\displaystyle y} besitzen die gleichen Umgebungen, d. h. jede offene Menge {\displaystyle U} enthält genau dann {\displaystyle x}, wenn sie {\displaystyle y} enthält.
- {\displaystyle x} ist ein Element des Abschlusses von {\displaystyle \left\{y\right\}} und {\displaystyle y} gehört zum Abschluss von {\displaystyle \left\{x\right\}}.
- {\displaystyle \left\{x\right\}} und {\displaystyle \left\{y\right\}} haben dieselben Abschlüsse.

Andernfalls heißen {\displaystyle x} und {\displaystyle y} topologisch unterscheidbar. Topologisch ununterscheidbare Punkte haben dieselben topologischen Eigenschaften, das heißt alle Eigenschaften eines Punktes, die sich mittels der Topologie des Raums definieren lassen, gelten gleichermaßen für topologisch ununterscheidbare Punkte (denn die Vertauschung zweier topologisch ununterscheidbarer Punkte ist ein Automorphismus, also ein Homöomorphismus in sich selbst). Die topologische Ununterscheidbarkeit geht jedoch über diese Eigenschaft hinaus: Auch anhand beliebiger Beziehungen zwischen den beiden Punkten, die sich durch die Umgebungen ausdrücken lassen, lässt sich die Ungleichheit nicht feststellen, was unmittelbar aus der Definition folgt. Das Vorhandensein zusätzlicher topologisch ununterscheidbarer Punkte beeinflusst nicht maßgeblich die Struktur des Raumes. Topologische Ununterscheidbarkeit ist erhalten unter stetigen Abbildungen, die Unterscheidbarkeit unter stetigen Urbildern.
Beispiel: In einem topologischen Raum, der mit der indiskreten Topologie ausgestattet ist, sind zwei beliebige Punkte topologisch nicht unterscheidbar.

## Definition
Ein topologischer Raum {\displaystyle X} ist ein {\displaystyle T_{0}}-Raum, wenn jedes Paar von verschiedenen Punkten topologisch unterscheidbar ist.
Topologisch unterscheidbare Punkte sind automatisch ungleich und gleiche Punkte topologisch ununterscheidbar.
Eine weitere äquivalente Definition ist: {\displaystyle X} ist genau dann ein {\displaystyle T_{0}}-Raum, wenn für zwei beliebige Punkte in {\displaystyle X} eine offene Menge in {\displaystyle X} existiert, die genau einen der beiden Punkte enthält. Im Gegensatz zur analogen Charakterisierung eines T₁-Raumes kann nicht vorausgesagt werden, welcher der beiden Punkte zur offenen Menge gehört.

## Kolmogoroff-Quotientenraum
Fast alle topologischen Räume, die in der Mathematik studiert werden, erfüllen das Axiom {\displaystyle T_{0}}. Für den Fall, dass einem trotzdem ein topologischer Raum begegnet, der {\displaystyle T_{0}} nicht erfüllt, kann der Raum oft, besonders in der Analysis, durch einen {\displaystyle T_{0}}-Raum ersetzt werden. Dies erweist sich in vielen Fällen als nützlich. Die folgenden Ausführungen präzisieren dies:  Bei einer gegebenen Menge {\displaystyle X}, wo aber die Möglichkeit, die Topologie in gewissen Grenzen zu variieren, existiert, kann es unerwünscht sein, die Topologie zu zwingen {\displaystyle T_{0}} zu sein, da nicht {\displaystyle T_{0}}-Räume oft wichtige Spezialfälle sind. So ist es wichtig, von verschiedenen Bedingungen an Topologien jeweils sowohl die Version mit als auch ohne {\displaystyle T_{0}} zu kennen.

### Motivierendes Beispiel
Um die allgemeinen Ideen zu motivieren, beginnen wir mit einem bekannten Beispiel. Der Raum {\displaystyle {\mathcal {L}}^{2}(\mathbb {R} )} besteht aus allen messbaren Funktionen {\displaystyle f\colon \mathbb {R} \to \mathbb {C} }, so dass das Lebesgue-Integral von {\displaystyle |f(x)|^{2}} über {\displaystyle \mathbb {R} } endlich ist. Durch die Definition {\displaystyle \textstyle \|f\|={\sqrt {\int _{\mathbb {R} }|f(x)|^{2}\,\mathrm {d} x}}} wird dieser Raum mit einer Halbnorm ausgestattet. Man möchte aber lieber einen normierten Vektorraum erhalten. Das Problem ist, dass von der Nullfunktion verschiedene Funktionen existieren, die die Halbnorm 0 haben (Verletzung der Definitheitsforderung). Die Standardlösung ist es nun, zu einem Raum {\displaystyle L^{2}(\mathbb {R} )} von Äquivalenzklassen überzugehen. Dies ergibt einen Faktorraum des ursprünglichen Vektorraumes, und dieser Faktorraum ist ein normierter Raum, der aber verschiedenste Eigenschaften des halbnormierten Raumes erbt.
Sowohl bei der Problemstellung als auch bei der Lösung sind in erster Linie die durch die Norm und Halbnorm erzeugten Topologien involviert. Eine Funktion mit Halbnorm 0 ist von der Nullfunktion topologisch nicht unterscheidbar. Die miteinander identifizierten Funktionen sind genau die im ursprünglichen halbnormierten Raum topologisch nicht unterscheidbaren „Punkte“ (hier Funktionen).

### Definition
Topologische Nichtunterscheidbarkeit ist eine Äquivalenzrelation. Egal mit welchem topologischen Raum {\displaystyle X} wir starten, der Quotientenraum unter dieser Äquivalenzrelation ist ein T0-Raum. Dieser Quotient heißt Kolmogoroff-Quotient von {\displaystyle X}; er wird mit {\displaystyle KQ(X)} bezeichnet. Falls {\displaystyle X} bereits ein {\displaystyle T_{0}}-Raum war, sind {\displaystyle KQ(X)} und {\displaystyle X} homöomorph.
Zwei topologische Räume heißen kolmogoroff-äquivalent, falls ihre Kolmogoroff-Quotienten homöomorph sind. Das Interessante an Kolmogoroff-Äquivalenz ist, dass viele Eigenschaften von topologischen Räumen unter dieser Äquivalenz erhalten bleiben, das heißt für zwei kolmogoroff-äquivalente Räume keiner oder beide eine solche Eigenschaft besitzen. Andererseits folgt aus verschiedenen anderen Eigenschaften topologischer Räume das {\displaystyle T_{0}}-Axiom, das heißt, wenn ein Raum eine solche Eigenschaft erfüllt, so ist er ein {\displaystyle T_{0}}-Raum. Es existieren nur wenige Ausnahmen, so zum Beispiel die Eigenschaft, ein indiskreter Raum zu sein. Oft ist die Situation noch komfortabler, denn viele mathematische Strukturen auf topologischen Räumen übertragen sich von {\displaystyle X} auf {\displaystyle KQ(X)} und umgekehrt. Das bedeutet, dass wenn man einen Raum ohne {\displaystyle T_{0}} hat, kann man mit dem Kolmogoroff-Quotienten {\displaystyle KQ(X)} einen {\displaystyle T_{0}}-Raum mit derselben Struktur und denselben Eigenschaften konstruieren.
Das Beispiel {\displaystyle L^{2}(\mathbb {R} )} (siehe Lp-Raum) kann als Demonstration dieser Möglichkeit dienen. Aus topologischer Sicht hat der halbnormierte Raum, mit dem wir gestartet sind, viele zusätzliche Strukturen. So ist {\displaystyle L^{2}(\mathbb {R} )} ein Vektorraum mit einer Halbnorm. Diese definiert eine Semimetrik und eine mit der Topologie verträglichen uniforme Struktur. Diese Struktur besitzt weitere Eigenschaften. So erfüllt die Seminorm die Parallelogrammgleichung und die uniforme Struktur ist vollständig. Der Kolmogoroff-Quotient, ebenfalls mit {\displaystyle L^{2}(\mathbb {R} )} bezeichnet, behält diese Eigenschaften. {\displaystyle L^{2}(\mathbb {R} )} ist ebenfalls ein vollständiger, halbnormierter Raum, dessen Halbnorm die Parallelogrammgleichung erfüllt. Wir erhalten aber sogar etwas mehr, denn der Raum ist ein T0-Raum. Da ein halbnormierter Raum, genau dann ein normierter Raum ist, wenn die unterliegende Topologie T0 erfüllt, ist {\displaystyle L^{2}(\mathbb {R} )} ein vollständiger normierter Raum, dessen Norm die Parallelogrammgleichung erfüllt. Solche Räume heißen Hilbert-Räume. Wir haben es hier mit einem Beispiel zu tun, das sowohl in der Mathematik als auch in der Physik, speziell in der Quantenmechanik, untersucht wird.

## Entfernen von T0
Wenn man die historische Entwicklung untersucht, wird man feststellen, dass, obwohl die Norm zuerst definiert wurde, später die schwächere Halbnorm eingeführt wurde, also eine nicht-{\displaystyle T_{0}}-Variante einer Norm. Es ist allgemein möglich, solche nicht-{\displaystyle T_{0}}-Versionen sowohl für Eigenschaften als auch Strukturen für topologische Räume einzuführen. Beginnen wir mit der Eigenschaft eines topologischen Raumes, ein Hausdorff-Raum zu sein. Man kann eine weitere Eigenschaft eines topologischen Raume definieren, indem man sagt, dass der Raum {\displaystyle X} genau dann diese Eigenschaft erfüllt, wenn der Kolmogoroff-Quotient {\displaystyle KQ(X)} ein Hausdorff-Raum ist. Dies ist durchaus eine sinnvolle Definition, auch wenn sie weniger bekannt ist. Solch einen Raum nennt man präregulären Raum. (Die Präregularität lässt sich auch direkt innerhalb des Raums definieren: Zwei beliebige topologisch unterscheidbare Punkte sind durch Umgebungen getrennt.)
Nehmen wir nun eine Struktur, die auf einen topologischen Raum gelegt werden kann, wie zum Beispiel eine Metrik. Wir können eine neue Struktur auf einen topologischen Raum legen, indem wir auf {\displaystyle KQ(X)} eine Metrik definieren. Auch hier erhalten wir eine bekannte Struktur, nämlich eine Pseudometrik. (Diese erlaubt verschiedene Punkte mit dem Abstand null.)
Dies ergibt einen natürlichen Weg, die Eigenschaft {\displaystyle T_{0}} von den Anforderungen an eine Eigenschaft oder einer Struktur zu entfernen. Im Allgemeinen ist es einfacher, Räume zu untersuchen, die {\displaystyle T_{0}} erfüllen, aber es kann andererseits auch nützlich sein, Räume ohne T0 miteinzubeziehen, um über Stellvertreter des Kolmogoroff-Quotienten direkt als Punkte reden zu können. Je nach Bedarf kann die Eigenschaft {\displaystyle T_{0}} mit Hilfe des Kolmogoroff-Quotienten hinzugefügt oder entfernt werden.

## Kategorielle Eigenschaften
Der Kolmogoroff-Quotient ist ein kovarianter, voller, wesentlich surjektiver Funktor von der Kategorie Top der topologischen Räume in die Kategorie Top₀ der Kolmogoroff-Räume.
Der Kolmogoroff-Quotient ist eine Linksadjunktion der kanonischen Einbettung von Top₀ in Top.